# World Club Challenge 2007
El World Club Challenge de 2007 fue la decimoquinta edición del torneo de rugby league más importante de clubes a nivel mundial.

## Formato
Se enfrentan los campeones del año anterior de las dos ligas más importantes de rugby league del mundo, la National Rugby League y la Super League.

## Participantes
| Liga                       | Ganador          |
| -------------------------- | ---------------- |
| National Rugby League 2006 | Brisbane Broncos |
| Super League XI            | St Helens RFC    |

## Encuentro
| 23 de febrero | St Helens RFC | 18 - 14 | Brisbane Broncos | University of Bolton Stadium, Leeds |  |
|               |               |         |                  | Asistencia: 23 207 espectadores     |  |

| Bandera de Inglaterra |
| Campeón St Helens RFC |
| Segundo título        |